# Éliminatoires du Championnat d'Europe de football 2000, groupe 4
Cet article donne le calendrier, les résultats des matches ainsi que le classement du groupe 4 des éliminatoires de l'Euro 2000.

## Classement
| Rang | Équipe  | Pts | J  | G | N | P  | Bp | Bc | Diff |  | Résultats (▼ dom., ► ext.) |     |     |     |     |     |     |
| ---- | ------- | --- | -- | - | - | -- | -- | -- | ---- |  | -------------------------- | --- | --- | --- | --- | --- | --- |
| 1    | France  | 21  | 10 | 6 | 3 | 1  | 17 | 10 | +7   |  | France                     |     | 0-0 | 2-3 | 3-2 | 2-0 | 2-0 |
| 2    | Ukraine | 20  | 10 | 5 | 5 | 0  | 14 | 4  | +10  |  | Ukraine                    | 0-0 |     | 3-2 | 1-1 | 2-0 | 4-0 |
| 3    | Russie  | 19  | 10 | 6 | 1 | 3  | 22 | 12 | +10  |  | Russie                     | 2-3 | 1-1 |     | 1-0 | 2-0 | 6-1 |
| 4    | Islande | 15  | 10 | 4 | 3 | 3  | 12 | 7  | +5   |  | Islande                    | 1-1 | 0-1 | 1-0 |     | 2-0 | 3-0 |
| 5    | Arménie | 8   | 10 | 2 | 2 | 6  | 8  | 15 | -7   |  | Arménie                    | 2-3 | 0-0 | 0-3 | 0-0 |     | 3-1 |
| 6    | Andorre | 0   | 10 | 0 | 0 | 10 | 3  | 28 | -25  |  | Andorre                    | 0-1 | 0-2 | 1-2 | 0-2 | 0-3 |     |

## Résultats et calendrier
| 5 septembre 1998 | Arménie                                 | 3 - 1 | Andorre            | Stade Hrazdan, Erevan                            |                                                  |
|                  | Avalyan (en) 40e · Yesayan (en) 71e 90e |       | 85e (pen.) Lucendo | Spectateurs : 8 000 Arbitrage : Richard O'Hanlon | Spectateurs : 8 000 Arbitrage : Richard O'Hanlon |

| 5 septembre 1998 | Islande     | 1 - 1 | France      | Laugardalsvöllur, Reykjavik                   |                                               |
|                  | Daðason 32e |       | 35e Dugarry | Spectateurs : 10 382 Arbitrage : Eric Blareau | Spectateurs : 10 382 Arbitrage : Eric Blareau |

| 5 septembre 1998 | Ukraine                                            | 3 - 2 | Russie                    | Stade olympique, Kiev                        |                                              |
|                  | Popov (en) 14e · Skachenko 24e · Rebrov 74e (pen.) |       | 67e Varlamov · 88e Onopko | Spectateurs : 82 100 Arbitrage : Markus Merk | Spectateurs : 82 100 Arbitrage : Markus Merk |

| 10 octobre 1998 | Andorre | 0 - 2 | Ukraine                         | Estadi Comunal, Aixovall                    |                                             |
|                 |         |       | 32e Kosovskyi (en) · 44e Rebrov | Spectateurs : 850 Arbitrage : Anton Guetzov | Spectateurs : 850 Arbitrage : Anton Guetzov |

| 10 octobre 1998 | Arménie | 0 - 0 | Islande | Stade Hrazdan, Erevan                         |
|                 |         |       |         | Spectateurs : 6 000 Arbitrage : Morgan Norman |

| 10 octobre 1998 | Russie                      | 2 - 3 | France                                  | Stade Loujniki, Moscou                           |                                                  |
|                 | Yanovski 45e · Mostovoï 55e |       | 13e Anelka · 28e Pirès · 81e Boghossian | Spectateurs : 20 989 Arbitrage : Piero Ceccarini | Spectateurs : 20 989 Arbitrage : Piero Ceccarini |

| 14 octobre 1998 | France                      | 2 - 0 | Andorre | Stade de France, Saint-Denis                |                                             |
|                 | Candela 54e · Djorkaeff 59e |       |         | Spectateurs : 75 416 Arbitrage : Dani Koren | Spectateurs : 75 416 Arbitrage : Dani Koren |

| 14 octobre 1998 | Islande          | 1 - 0 | Russie | Laugardalsvöllur, Reykjavik                  |                                              |
|                 | Kovtun 87e (csc) |       |        | Spectateurs : 3 345 Arbitrage : René Temmink | Spectateurs : 3 345 Arbitrage : René Temmink |

| 14 octobre 1998 | Ukraine                   | 2 - 0 | Arménie | Stade olympique, Kiev                        |                                              |
|                 | Skachenko 31e · Husin 80e |       |         | Spectateurs : 14 850 Arbitrage : Marcel Lică | Spectateurs : 14 850 Arbitrage : Marcel Lică |

| 27 mars 1999 | Andorre | 0 - 2 | Islande                                | Estadi Comunal, Aixovall                    |                                             |
|              |         |       | 58e E. Sverrisson · 67e Adolfsson (en) | Spectateurs : 900 Arbitrage : Charles Agius | Spectateurs : 900 Arbitrage : Charles Agius |

| 27 mars 1999 | Arménie | 0 - 3 | Russie                                    | Stade Hrazdan, Erevan                        |                                              |
|              |         |       | 7e 63e (pen.) Karpine · 89e Bestchastnykh | Spectateurs : 10 000 Arbitrage : Terje Hauge | Spectateurs : 10 000 Arbitrage : Terje Hauge |

| 27 mars 1999 | France | 0 - 0 | Ukraine | Stade de France, Saint-Denis                  |
|              |        |       |         | Spectateurs : 78 519 Arbitrage : Günter Benkö |

| 31 mars 1999 | France                   | 2 - 0 | Arménie | Stade de France, Saint-Denis                    |                                                 |
|              | Wiltord 3e · Dugarry 45e |       |         | Spectateurs : 78 852 Arbitrage : Georgios Bikas | Spectateurs : 78 852 Arbitrage : Georgios Bikas |

| 31 mars 1999 | Russie                                                                         | 6 - 1 | Andorre          | Stade Central Lokomotiv, Moscou                |                                                |
|              | Titov 8e · Bestchastnykh 11e 62e · Onopko 42e · Tsymbalar 50e · Alenitchev 90e |       | 73e Juli Sánchez | Spectateurs : 10 333 Arbitrage : Mikko Vuorela | Spectateurs : 10 333 Arbitrage : Mikko Vuorela |

| 31 mars 1999 | Ukraine      | 1 - 1 | Islande             | Stade olympique, Kiev                       |                                             |
|              | Vashchuk 59e |       | 66e Sigurðsson (en) | Spectateurs : 40 000 Arbitrage : Dani Koren | Spectateurs : 40 000 Arbitrage : Dani Koren |

| 5 juin 1999 | France                  | 2 - 3 | Russie                      | Stade de France, Saint-Denis                 |                                              |
|             | Petit 48e · Wiltord 54e |       | 40e 75e Panov · 87e Karpine | Spectateurs : 78 228 Arbitrage : Paul Durkin | Spectateurs : 78 228 Arbitrage : Paul Durkin |

| 5 juin 1999 | Islande                       | 2 - 0 | Arménie | Laugardalsvöllur, Reykjavik                   |                                               |
|             | Daðason 30e · Kristinsson 46e |       |         | Spectateurs : 5 565 Arbitrage : Mikko Vuorela | Spectateurs : 5 565 Arbitrage : Mikko Vuorela |

| 5 juin 1999 | Ukraine                                                      | 4 - 0 | Andorre | Stade olympique, Kiev                             |                                                   |
|             | Popov (en) 38e · Rebrov 41e · Dmytrulin (en) 56e · Husin 89e |       |         | Spectateurs : 51 000 Arbitrage : Andréas Georgiou | Spectateurs : 51 000 Arbitrage : Andréas Georgiou |

| 9 juin 1999 | Andorre | 0 - 1 | France            | Stade de Montjuïc, Barcelone                 |                                              |
|             |         |       | 86e (pen.) Lebœuf | Spectateurs : 7 600 Arbitrage : Michael Ross | Spectateurs : 7 600 Arbitrage : Michael Ross |

| 9 juin 1999 | Arménie | 0 - 0 | Ukraine | Stade Hrazdan, Erevan                          |
|             |         |       |         | Spectateurs : 15 000 Arbitrage : Roberto Boggi |

| 9 juin 1999 | Russie      | 1 - 0 | Islande | Stade Dynamo, Moscou                         |                                              |
|             | Karpine 44e |       |         | Spectateurs : 33 900 Arbitrage : Metin Tokat | Spectateurs : 33 900 Arbitrage : Metin Tokat |

| 4 septembre 1999 | Islande                                                 | 3 - 0 | Andorre | Laugardalsvöllur, Reykjavik                   |                                               |
|                  | Þ. Guðjónsson 29e · Hreiðarsson 32e · E. Guðjohnsen 90e |       |         | Spectateurs : 5 210 Arbitrage : Miroslav Liba | Spectateurs : 5 210 Arbitrage : Miroslav Liba |

| 4 septembre 1999 | Russie                                | 2 - 0 | Arménie | Stade Loujniki, Moscou                         |                                                |
|                  | Bestchastnykh 8e (pen.) · Karpine 70e |       |         | Spectateurs : 36 000 Arbitrage : Charles Agius | Spectateurs : 36 000 Arbitrage : Charles Agius |

| 4 septembre 1999 | Ukraine | 0 - 0 | France | Stade olympique, Kiev                        |
|                  |         |       |        | Spectateurs : 78 000 Arbitrage : Hugh Dallas |

| 8 septembre 1999 | Andorre               | 1 - 2 | Russie         | Estadi Comunal, Aixovall                    |                                             |
|                  | Justo Ruiz 39e (pen.) |       | 22e 57e Onopko | Spectateurs : 1 000 Arbitrage : Jørn Larsen | Spectateurs : 1 000 Arbitrage : Jørn Larsen |

| 8 septembre 1999 | Islande | 0 - 1 | Ukraine           | Laugardalsvöllur, Reykjavik                        |                                                    |
|                  |         |       | 43e (pen.) Rebrov | Spectateurs : 7 072 Arbitrage : Vítor Melo Pereira | Spectateurs : 7 072 Arbitrage : Vítor Melo Pereira |

| 8 septembre 1999 | Arménie                                    | 2 - 3 | France                                            | Stade Hrazdan, Erevan                          |                                                |
|                  | Mikaelyan (en) 6e · Shahgeldian 90e (pen.) |       | 45e (pen.) Djorkaeff · 67e Zidane · 74e Laslandes | Spectateurs : 14 500 Arbitrage : Atanas Uzunov | Spectateurs : 14 500 Arbitrage : Atanas Uzunov |

| 9 octobre 1999 | Andorre | 0 - 3 | Arménie                                                | Estadi Comunal, Aixovall                  |                                           |
|                |         |       | 26e A. Petrossian · 59e Yesayan (en) · 63e Shahgeldian | Spectateurs : 900 Arbitrage : Peter Jones | Spectateurs : 900 Arbitrage : Peter Jones |

| 9 octobre 1999 | France                                            | 3 - 2 | Islande                            | Stade de France, Saint-Denis                     |                                                  |
|                | Daðason 17e (csc) · Djorkaeff 38e · Trezeguet 71e |       | 47e E. Sverrisson · 56e Gunnarsson | Spectateurs : 78 391 Arbitrage : Bernd Heynemann | Spectateurs : 78 391 Arbitrage : Bernd Heynemann |

| 9 octobre 1999 | Russie      | 1 - 1 | Ukraine         | Stade Loujniki, Moscou                         |                                                |
|                | Karpine 75e |       | 88e Chevtchenko | Spectateurs : 78 600 Arbitrage : David Elleray | Spectateurs : 78 600 Arbitrage : David Elleray |